# Hans-Heinrich Dieckhoff

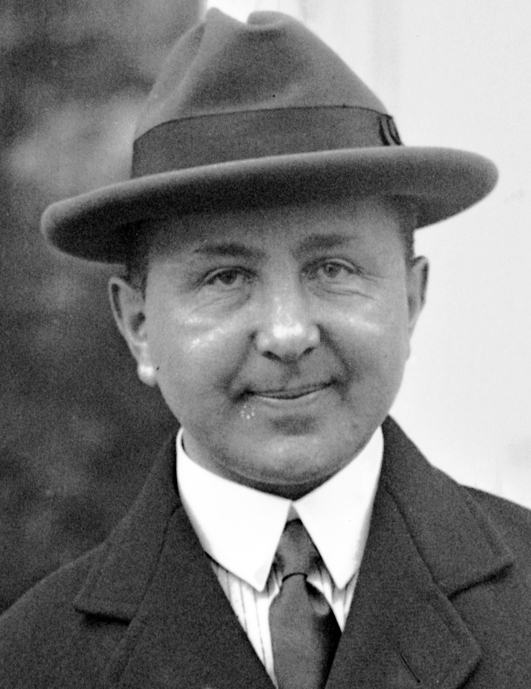
Hans-Heinrich Dieckhoff im Jahr 1924

Hans-Heinrich Dieckhoff (* 23. Dezember 1884 in Straßburg, Reichsland Elsaß-Lothringen; † 21. März 1952 in Lenzkirch) war ein deutscher Botschafter in der Zeit des Nationalsozialismus.

## Leben
Dieckhoff wurde als Sohn von Anton Heinrich Hubert Dieckhoff und dessen Ehefrau Anna Stephanie Dieckhoff, geborener Siebler, in Straßburg geboren. Er bewarb sich nach dem Studium der Rechtswissenschaft für den diplomatischen Dienst. Nach dem Ersten Weltkrieg war er Legationsrat an den Botschaften in Istanbul und in Prag. Ab 1922 war er als Botschaftsrat an der Deutschen Botschaft in Washington tätig. Ab 1930 war er in Berlin Ministerialdirektor, später Leiter der Politischen Abteilung im Auswärtigen Amt. Als Nachfolger von Hans Luther vertrat er 1937/38 Deutschland als Botschafter in Washington in der Amtszeit von Franklin Delano Roosevelt und warnte Joachim von Ribbentrop, mit dem er verschwägert war, sowie Adolf Hitler vor einem Krieg mit den Vereinigten Staaten.
Er beschrieb die amerikanische Stimmungslage weitgehend zutreffend und beschuldigte Roosevelt, einen Krieg mit Deutschland zu wünschen. Er sah in ihm einen Hauptkriegstreiber.
Dieckhoff war vom 30. April 1943 bis zum 2. September 1944 Botschafter des Deutschen Reichs in Madrid bei Francisco Franco.
Von der amerikanischen und britischen Regierungsform war er angetan, während er dem Nationalsozialismus, weniger dem Antisemitismus, reserviert gegenüberstand. Erst am 9. September 1940 beantragte er die Aufnahme in die NSDAP und wurde zum 1. Mai 1941 aufgenommen (Mitgliedsnummer 8.225.828). Obwohl er dem Nationalsozialismus innerlich nie nahestand, verhielt er sich zum NS-Staat bis zum Schluss loyal.
Dieckhoff wurde nach dem Krieg von den Alliierten vernommen, aber nicht angeklagt. Über seine Entnazifizierung ist nichts bekannt. Da er lange Tagebücher führte und ausführliche Briefe schrieb, bieten seine Schriften genügend Material, um seine Biographie als die eines typischen Mitläufers, wie auch die Politik Roosevelts zu Beginn des Zweiten Weltkrieges, zu untersuchen.

## Schriften
- In welchem Zeitpunkt geht bei einer Versendung Besitz und Eigentum auf den Adressaten über? R. Friedrich, Marburg 1906.
- Roosevelts Politik gegenüber Frankreich. Junker & Dünnhaupt, Berlin 1942.
- Zur Vorgeschichte des Roosevelt-Krieges. Junker & Dünnhaupt, Berlin 1943.
- Roosevelt auf Kriegskurs. Amerikas Kreuzzug gegen den Frieden 1933–1941. Arndt-Verlag, Kiel 2003.[3]